# Big Bang

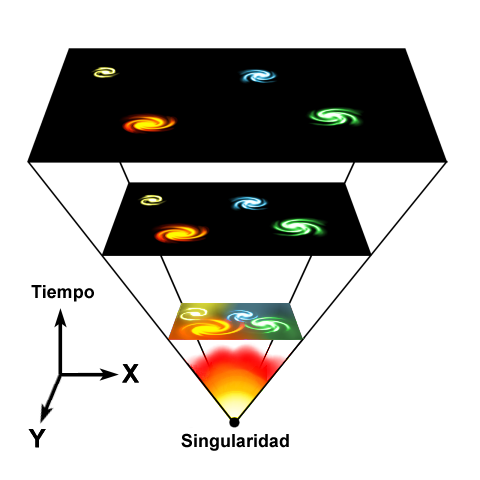
De acuerdo con el modelo del Big Bang, el universo se expandió a partir de un estado extremadamente denso y caliente y aun continúa expandiéndose.

En cosmología, se entiende por Big Bang, o Gran Explosión en español, al comienzo del universo, es decir, el punto inicial del cual surgió la materia, el espacio y el tiempo. El término proviene del astrofísico Fred Hoyle, que lo utilizó a modo de burla. También lo llamó originalmente átomo primigenio o huevo cósmico el astrofísico y sacerdote Georges Lemaître. De acuerdo con el modelo cosmológico estándar, el Big Bang tuvo lugar hace unos 13 797 millones de años. El modelo estándar no trata de explicar la causa de este hecho en sí, sino la evolución del universo temprano en un rango temporal que abarca desde un tiempo de Planck (aprox. 10−43 segundos) después del Big Bang hasta entre 300 000 y 400 000 años más tarde, cuando se empezaron a formar átomos estables y el universo se hizo transparente. Una amplia gama de evidencia empírica favorece fuertemente al Big Bang, que ahora es esencial y universalmente aceptado.
La teoría del Big Bang es el modelo cosmológico predominante para los períodos conocidos más antiguos del universo y su posterior evolución a gran escala. El modelo estándar afirma que el universo se hallaba en un estado de muy alta densidad y temperatura y luego se expandió. Mediciones modernas datan este momento hace aproximadamente 13 800 millones de años, que sería por tanto la edad del universo. Después de la expansión inicial, el universo se enfrió lo suficiente para permitir la formación de las partículas subatómicas y más tarde simples átomos. Nubes gigantes de estos elementos primordiales se unieron más tarde debido a la gravedad y formaron estrellas y galaxias. Después del Big Bang, y esto ya no forma parte de la teoría, el universo sufrió progresivos enfriamiento y expansión cuyo desarrollo posterior determinaron procesos que se  pueden observar en la física de partículas. La primera ecuación de Friedmann describe todas estas épocas pasando por el presente y hasta el futuro lejano.
Desde que Georges Lemaître observó por primera vez, en 1927, que un universo en permanente expansión debería remontarse en el tiempo hasta un único punto de origen, los científicos se han basado en su idea de la expansión cósmica. Si bien la comunidad científica una vez estuvo dividida en partidarios de dos teorías diferentes sobre el universo en expansión, la del Big Bang y la teoría del estado estacionario, defendida por Fred Hoyle, la acumulación de evidencia observacional favorece fuertemente a la primera, que ahora se acepta casi universalmente.
En 1929, a partir del análisis de corrimiento al rojo de las galaxias, Edwin Hubble concluyó que las galaxias se estaban distanciando, lo que es una prueba observacional importante consistente con la hipótesis de un universo en expansión. En 1964 se descubrió la radiación de fondo cósmico de microondas, que es también una prueba crucial en favor del modelo del Big Bang, ya que esta teoría predijo la existencia de la radiación de fondo en todo el universo antes de que se descubriera. Más recientemente, las mediciones del corrimiento al rojo de las supernovas indican que la expansión del universo se está acelerando, aceleración atribuida a la energía oscura (Modelo Lambda-CDM).
Las leyes físicas conocidas de la naturaleza pueden utilizarse para calcular las características en detalle del universo del pasado en un estado inicial de extrema densidad y temperatura. Si las leyes conocidas de la teoría de la relatividad general se extrapolan más allá del punto donde son válidas, encontramos una singularidad, es decir, un punto al que matemáticamente nos podemos acercar más y más, pero sin llegar a él. Entonces, si se imagina el desarrollo del universo en sentido temporal inverso retrocediendo hacia el pasado, el universo se va haciendo cada vez más pequeño pero la cantidad de materia es la misma, de manera que la densidad va aumentando hasta llegar al punto en el que el tiempo es igual a cero y la densidad de materia y energía se hace infinita, superando la densidad de Planck. La existencia de estos resultados infinitos lleva a concluir ese momento, definido convencionalmente como t = 0. De ahí que la física actual no conozca ninguna explicación sobre qué ocurrió «antes» del Big Bang ni sobre el origen del propio Big Bang, ya que no hay tiempo «antes» del inicio del tiempo («así como no tiene sentido preguntar qué hay al norte del polo norte»), aunque se han postulado hipótesis sobre el destino final del universo. Por ejemplo: una expansión indefinida (véase Big Rip y Big Freeze); colapso debido a la atracción gravitatoria (véase Big Crunch); o bien un modelo cíclico con período de expansión y contracción (véase Big Bounce). Existen también un gran número de interpretaciones desde un punto de vista filosófico y religioso sobre la teoría del Big Bang que son completamente especulativas o extra-científicas.

## Introducción

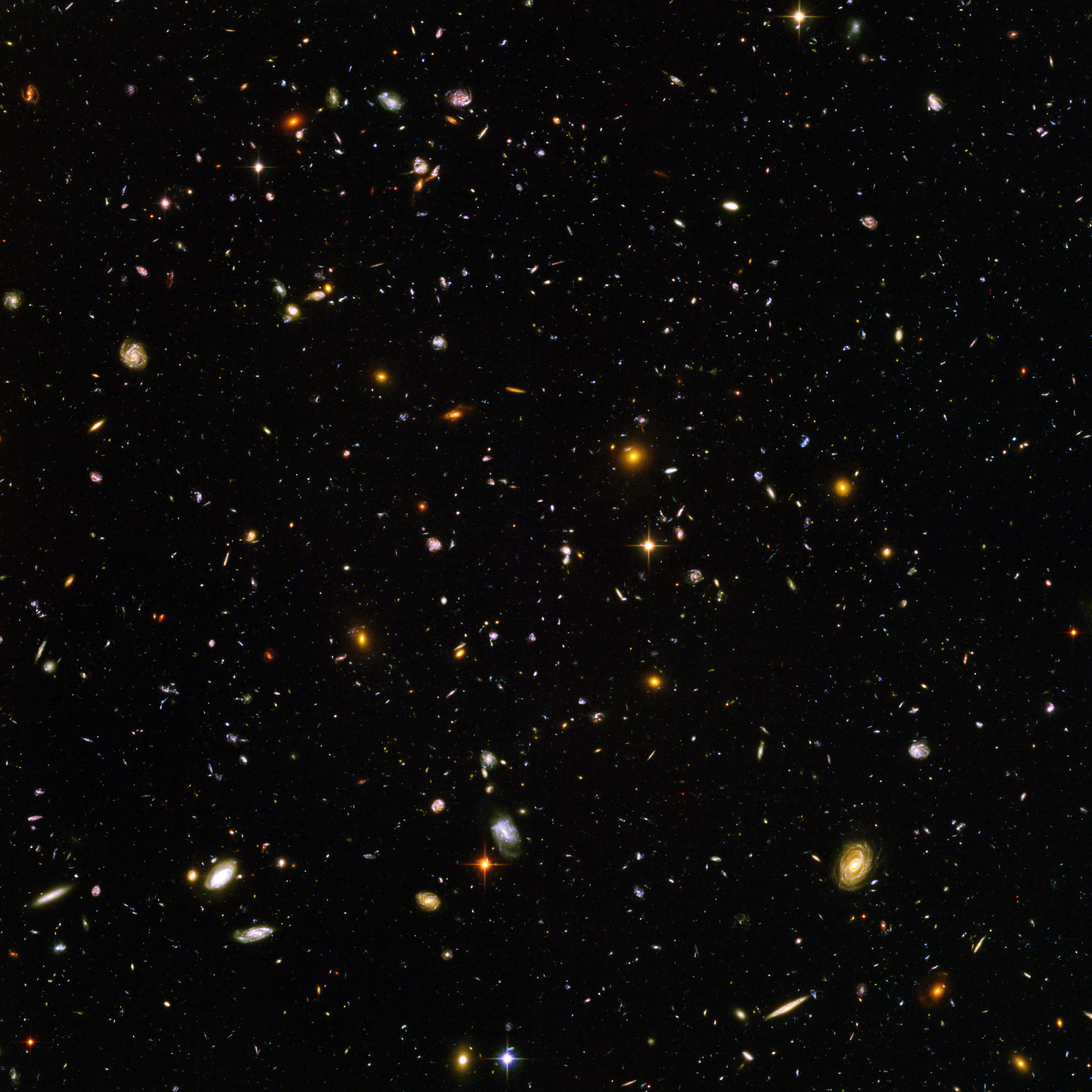
Imagen proporcionada por el telescopio espacial Hubble del espacio lejano, cuando el universo era más caliente y más concentrado, de acuerdo con la teoría del Big Bang.

La expresión «big bang» proviene del astrofísico inglés Fred Hoyle, uno de los detractores de esta teoría y, a su vez, uno de los principales defensores de la teoría del estado estacionario, quien dijo, para explicar mejor el fenómeno, que el modelo descrito era simplemente un «big bang» (gran explosión). Según él, en el inicio del universo ni hubo explosión ni fue grande, pues, en rigor, surgió de una singularidad infinitamente pequeña, seguida de la expansión del propio espacio. Recientes ingenios espaciales puestos en órbita (COBE) han conseguido observar evidencias de la expansión primigenia.
La idea central del Big Bang es que la teoría de la relatividad general puede combinarse con las observaciones de isotropía y homogeneidad a gran escala de la distribución de galaxias y los cambios de posición entre ellas, permitiendo extrapolar las condiciones del universo antes o después en el tiempo.
Una consecuencia de todos los modelos de Big Bang es que, en el pasado, el universo tenía una temperatura más alta y mayor densidad y, por tanto, las condiciones del actual son muy diferentes de las condiciones del universo en el pasado. A partir de este modelo, George Gamow en 1948 predijo que habría evidencias de un fenómeno que más tarde se bautizó como radiación de fondo de microondas.

## Historia de su desarrollo teórico
Para llegar al modelo del Big Bang, muchos científicos, con diversos estudios, han ido construyendo el camino que lleva a la génesis de esta explicación. Los trabajos de Alexander Friedman, del año 1922, y de Georges Lemaître, de 1927, utilizaron la teoría de la relatividad para demostrar que el universo estaba en movimiento constante. Poco después, en 1929, el astrónomo estadounidense Edwin Hubble (1889-1953) descubrió galaxias más allá de la Vía Láctea que se alejaban de esta, como si el universo se expandiera constantemente. En 1948, el físico ucraniano nacionalizado estadounidense George Gamow (1904-1968) planteó que el universo se creó a partir de una gran explosión («big bang»). Recientemente, ingenios espaciales puestos en órbita (COBE) han conseguido «oír» los vestigios de esta gigantesca explosión primigenia.
De acuerdo con la teoría, un universo homogéneo e isótropo lleno de materia ordinaria podría expandirse indefinidamente o frenar su expansión lentamente hasta producir una contracción universal. El fin de esa contracción se conoce con un término contrario al Big Bang: el Big Crunch o «Gran Colapso» o un Big Rip o Gran Desgarro. Si el universo se encuentra en un punto crítico, puede mantenerse estable ad eternum. Muy recientemente se ha comprobado que actualmente existe una expansión acelerada del universo, hecho no previsto originalmente en la teoría y que ha llevado a la introducción de la hipótesis adicional de la energía oscura, responsable de este fenómeno.
La teoría del Big Bang se desarrolló a partir de observaciones y avances teóricos. Por medio de observaciones, en la década de 1910, el astrónomo estadounidense Vesto Slipher y, después de él, Carl Wilhelm Wirtz, de Estrasburgo, determinaron que la mayor parte de las nebulosas espirales se alejan de la Tierra; pero no llegaron a darse cuenta de las implicaciones cosmológicas de esta observación ni tampoco del hecho de que las supuestas nebulosas eran en realidad galaxias exteriores a nuestra Vía Láctea.
Además, la teoría de Albert Einstein sobre la relatividad general (segunda década del siglo XX) no admite soluciones estáticas (es decir, el universo debe estar o bien en expansión o bien en contracción), resultado que él mismo consideró equivocado, y trató de corregirlo agregando la constante cosmológica. El primero en aplicar formalmente la relatividad a la cosmología, sin considerar la constante cosmológica, fue Alexander Friedman, cuyas ecuaciones describen el universo Friedman-Lemaître-Robertson-Walker, que puede expandirse o contraerse.
Entre 1927 y 1930, el sacerdote belga Georges Lemaître obtuvo independientemente las ecuaciones Friedman-Lemaître-Robertson-Walker y propuso, sobre la base de la recesión de las nebulosas espirales, que el universo se inició con la expansión de un átomo primigenio, lo que más tarde se denominó Big Bang.
En 1929, Edwin Hubble realizó observaciones que sirvieron de fundamento para comprobar la teoría de Lemaître. Hubble probó que las nebulosas espirales son galaxias y midió sus distancias observando las estrellas variables cefeidas en galaxias distantes. Descubrió que las galaxias se alejan unas de otras a velocidades (relativas a la Tierra) directamente proporcionales a su distancia. Este hecho se conoce ahora como la ley de Hubble (véase Edwin Hubble: Marinero de las nebulosas, texto escrito por Edward Christianson).
Según el principio cosmológico, el alejamiento de las galaxias sugería que el universo está en expansión. Esta idea originó dos hipótesis opuestas. La primera era la teoría Big Bang de Lemaître, apoyada y desarrollada por George Gamow. La segunda posibilidad era el modelo de la teoría del estado estacionario de Fred Hoyle, según la cual se genera nueva materia mientras las galaxias se alejan entre sí. En este modelo, el universo es básicamente el mismo en un momento dado en el tiempo. Durante muchos años hubo un número de adeptos similar para cada teoría.
Con el paso de los años, las evidencias observacionales apoyaron la idea de que el universo evolucionó a partir de un estado denso y caliente. Desde el descubrimiento de la radiación de fondo de microondas, en 1965, esta se ha considerado la mejor teoría para explicar la evolución del cosmos. Antes de finales de los años sesenta muchos cosmólogos pensaban que la singularidad infinitamente densa del tiempo inicial en el modelo cosmológico de Friedman era una sobreidealización y que el universo se contraería antes de empezar a expandirse nuevamente. Esta es la teoría de Richard Tolman de un universo oscilante. En la década de 1960 Stephen Hawking y otros demostraron que esta idea no era factible y que la singularidad es un componente esencial de la gravedad de Einstein. Esto llevó a la mayoría de los cosmólogos a aceptar la teoría del Big Bang, según la cual el universo que observamos se inició hace un tiempo finito.
En 1968 y 1979, los tres astrofísicos británicos Stephen Hawking, George Ellis y Roger Penrose publicaron artículos en que extendieron la teoría de la relatividad general de Einstein para incluir las mediciones del tiempo y del espacio (Teoremas de singularidades de Penrose–Hawking). De acuerdo con sus cálculos, el tiempo y el espacio tuvieron un inicio finito que corresponde al origen de la materia y de la energía, pero la relatividad general falla cuando se aplica a la singularidad gravitacional en el tiempo de Planck. Por lo tanto, se necesita una teoría que integre la relatividad y la física cuántica. Este enfoque se intenta, por ejemplo, con la cosmología cuántica de bucles, la gravedad cuántica de bucles, la teoría de cuerdas y la teoría de conjuntos causales. Las adiciones cuánticas e inflacionarias a los teoremas llevaron a los resultados posteriores de Arvind Borde, Alan Guth y Aleksandr Vilenkin (ver Teorema de Borde-Guth-Vilenkin).
Una dificultad de los modelos cosmológicos de tipo Big Bang es explicar el carácter isótropo del universo y su distribución homogénea de materia y radiación de acuerdo con el principio cosmológico (Problema del horizonte). Una posible hipótesis es la inflación cósmica, propuesta por el físico y cosmólogo estadounidense Alan Guth en 1981, que postula un período previo al Big Bang donde el universo estaba dominado por una gran constante cosmológica o similar. En 1983, James Hartle y Stephen Hawking propusieron el denominado Estado de Hartle-Hawking, según el cual el universo no tendría fronteras iniciales en el tiempo ni en el espacio, del mismo modo que una esfera no tiene un lugar inicial. No obstante, la propuesta de Hartle y Hawking ha sido cuestionada y otros científicos han presentado nuevas propuestas.
Prácticamente todos los trabajos teóricos actuales en cosmología tratan de ampliar o concretar aspectos de la teoría del Big Bang. Gran parte del trabajo actual en cosmología trata de entender cómo se formaron las galaxias en el contexto del Big Bang, comprender lo que allí ocurrió y cotejar nuevas observaciones con la teoría fundamental.
A finales de la década de 1990 y principios del siglo XXI, se lograron grandes avances en la cosmología del Big Bang como resultado de importantes adelantos en telescopía, en combinación con grandes cantidades de datos satelitales del COBE, el telescopio espacial Hubble y WMAP. Estos datos han permitido a los cosmólogos calcular muchos de los parámetros del Big Bang hasta un nuevo nivel de precisión y han conducido al descubrimiento inesperado de que la expansión del universo está acelerada.

## Visión general

### Descripción delBig Bang

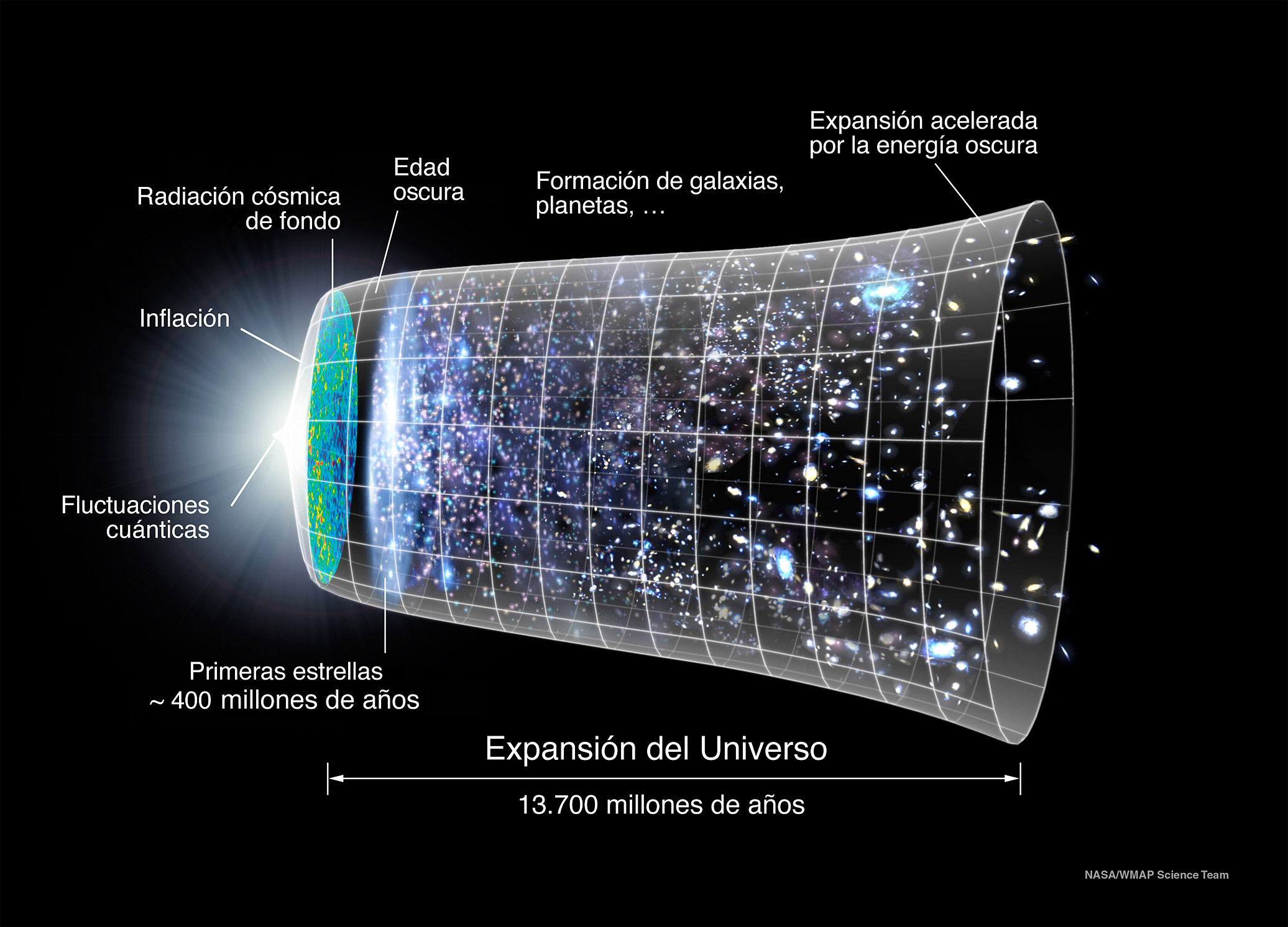
El universo ilustrado en tres dimensiones espaciales y una dimensión temporal.

Michio Kaku ha señalado cierta paradoja en la denominación big bang (gran explosión). En cierto modo no puede haber sido grande ya que se produjo exactamente antes del surgimiento del espacio-tiempo; habría sido el mismo big bang lo que habría generado las dimensiones desde una singularidad. Y tampoco es exactamente una explosión en el sentido propio del término, ya que no se propagó fuera de sí mismo.
Basándose en medidas de la expansión del universo utilizando observaciones de las supernovas tipo 1a en función de la variación de la temperatura en diferentes escalas en la radiación de fondo de microondas y en función de la correlación de las galaxias, la edad del universo es de aproximadamente 13,7 ± 0,2 miles de millones de años. Es notable el hecho de que sean coincidentes tres mediciones independientes, lo que se considera una fuerte evidencia del llamado modelo de concordancia que describe la naturaleza detallada del universo.
El universo en sus primeros momentos estaba lleno homogénea e isótropamente de una energía muy densa y tenía una temperatura y una presión concomitantes. Se expandió y se enfrió, experimentando cambios de fase análogos a la condensación del vapor o a la congelación del agua, pero relacionados con las partículas elementales.
Aproximadamente 10-35 segundos después del tiempo de Planck un cambio de fase causó que el universo se expandiese de forma exponencial durante un período llamado inflación cósmica. Al terminar la inflación, los componentes materiales del universo quedaron en la forma de un plasma de quarks-gluones donde todas las partes que lo formaban estaban en movimiento en forma relativista. Con el crecimiento en tamaño del universo, la temperatura descendió y, debido a un cambio aún desconocido denominado bariogénesis, los quarks y los gluones se combinaron en bariones tales como el protón y el neutrón, produciendo de alguna manera la asimetría observada actualmente entre la materia y la antimateria. Las temperaturas aún más bajas condujeron a nuevos cambios de fase que rompieron la simetría, con lo que les dieron su forma actual a las fuerzas fundamentales de la física y a las partículas elementales. Más tarde protones y neutrones se combinaron para formar los núcleos de deuterio y de helio en un proceso llamado nucleosíntesis primordial. Al enfriarse el universo la materia gradualmente dejó de moverse de forma relativista y su densidad de energía comenzó a dominar gravitacionalmente sobre la radiación. Pasados 300 000 años los electrones y los núcleos se combinaron para formar los átomos (mayoritariamente de hidrógeno). Por eso la radiación se desacopló de los átomos y continuó por el espacio prácticamente sin obstáculos. Esta es la radiación de fondo de microondas.
Al pasar el tiempo algunas regiones ligeramente más densas de la materia casi uniformemente distribuida crecieron gravitacionalmente, se hicieron más densas y formaron nubes, estrellas, galaxias y el resto de las estructuras astronómicas que actualmente se observan. Los detalles de este proceso dependen de la cantidad y del tipo de materia que hay en el universo. Los tres tipos posibles se denominan materia oscura fría, materia oscura caliente y materia bariónica. Las mejores medidas disponibles (provenientes del WMAP) muestran que la forma más común de materia en el universo es la materia oscura fría. Los otros dos tipos de materia solo representarían el 20 por ciento de la materia del universo.
El universo actual parece estar dominado por una forma misteriosa de energía conocida como energía oscura. Aproximadamente el 70 por ciento de la densidad de energía del universo actual está en esa forma. Una de las propiedades características de este componente del universo es el hecho de que provoca que la expansión del universo varíe de una relación lineal entre velocidad y distancia, haciendo que el espacio-tiempo se expanda más rápidamente de lo esperado a grandes distancias. La energía oscura toma la forma de una constante cosmológica en las ecuaciones de campo de Einstein de la relatividad general, pero los detalles de esta ecuación de estado y su relación con el modelo estándar de la física de partículas continúan siendo investigados tanto en el ámbito de la física teórica como por medio de observaciones.
Más misterios aparecen cuando se investiga más cerca del principio, cuando las energías de las partículas eran más altas de lo que ahora se puede estudiar mediante experimentos. No hay ningún modelo físico convincente para el primer 10-33 segundo del universo, antes del cambio de fase que forma parte de la teoría de la gran unificación. En el «primer instante», la teoría gravitacional de Einstein predice una singularidad en donde las densidades son infinitas. Para resolver esta paradoja física, hace falta una teoría de la gravedad cuántica. La comprensión de este período de la historia del universo figura entre los mayores problemas no resueltos de la física.

### Base teórica
En su forma actual, la teoría del Big Bang depende de dos suposiciones:
1. La universalidad de las leyes de la física, en particular de la teoría de la relatividad general.
2. El principio cosmológico.

Inicialmente estas ideas fueron tomadas como postulados, pero actualmente se las intenta verificar. La universalidad de las leyes de la física ha sido verificada al nivel de las más grandes constantes físicas, llevando su margen de error hasta el orden de 10-5. La isotropía del universo que define el principio cosmológico ha sido verificada hasta un orden de 10-5. La teoría del Big Bang utiliza el postulado de Weyl para medir sin ambigüedad el tiempo en cualquier momento en el pasado a partir de la época de Planck. Las medidas en este sistema dependen de coordenadas conformales, en las cuales las llamadas distancias codesplazantes y los tiempos conformales permiten no considerar la expansión del universo para las medidas de espacio-tiempo. En ese sistema de coordenadas los objetos que se mueven con el flujo cosmológico mantienen siempre la misma distancia codesplazante y el horizonte o límite del universo se fija por el tiempo codesplazante.
Desde esta perspectiva, el Big Bang no es la explosión y expansión de la materia que se aleja por un universo vacío, sino la extensión del tiempo y el espacio. Su expansión hace que aumente la distancia física entre dos puntos fijos del universo. Sin embargo, cuando los objetos están vinculados entre sí (por ejemplo, a través de una galaxia), no se alejan con la expansión del tiempo y el espacio, porque se supone que las leyes de la física que los gobiernan son uniformes e independientes del espacio métrico. Además, la expansión del universo en la escala local actual es tan pequeña que cualquier dependencia de las leyes de la física en la expansión no sería medible con la tecnología actual.

## Evidencias
En general se consideran tres las evidencias empíricas que apoyan la teoría cosmológica del Big Bang. Estas son: la expansión del universo que se expresa en la ley de Hubble y que se puede apreciar en el corrimiento hacia el rojo de las galaxias, las medidas detalladas del fondo cósmico de microondas, y la abundancia de elementos ligeros. Además, la función de correlación de la estructura a gran escala del universo encaja con la teoría del Big Bang.

### Expansión expresada en la ley de Hubble
De la observación de galaxias y cuásares lejanos se desprende la idea de que estos objetos experimentan un corrimiento hacia el rojo, lo que quiere decir que la luz que emiten se ha desplazado proporcionalmente hacia longitudes de onda más largas. Esto se comprueba tomando el espectro de los objetos y comparando, después, el patrón espectroscópico de las líneas de emisión o absorción correspondientes a átomos de los elementos que interactúan con la radiación. En este análisis se puede apreciar cierto corrimiento hacia el rojo, lo que se explica por una velocidad recesional correspondiente al efecto Doppler en la radiación. Al representar estas velocidades recesionales frente a las distancias respecto a los objetos, se observa que guardan una relación lineal, conocida como ley de Hubble:
{\displaystyle v=H_{0}\cdot D\,},
donde {\displaystyle v} es la velocidad recesional, {\displaystyle D} es la distancia al objeto y {\displaystyle H_{0}} es la constante de Hubble, que el satélite WMAP estimó en 71 ± 4 km/s/Mpc.

### Radiación cósmica de fondo

Imagen de la radiación de fondo de microondas.

Una de las predicciones de la teoría del Big Bang es la existencia de la radiación cósmica de fondo, radiación de fondo de microondas o CMB (Cosmic microwave background). El universo temprano, debido a su alta temperatura, se habría llenado de luz emitida por sus otros componentes. Mientras el universo se enfriaba debido a la expansión, su temperatura habría caído por debajo de 3000 K. Por encima de esta temperatura, los electrones y protones están separados, haciendo el universo opaco a la luz. Por debajo de los 3000 K se forman los átomos, permitiendo el paso de la luz a través del gas del universo. Esto es lo que se conoce como disociación de fotones.
La radiación en este momento habría tenido el espectro del cuerpo negro y habría viajado libremente durante el resto de vida del universo, sufriendo un corrimiento hacia el rojo como consecuencia de la expansión de Hubble. Esto hace variar el espectro del cuerpo negro de 3345 K a un espectro del cuerpo negro con una temperatura mucho menor. La radiación, vista desde cualquier punto del universo, parecerá provenir de todas las direcciones en el espacio.
En 1965, Arno Penzias y Robert Wilson, mientras desarrollaban una serie de observaciones de diagnóstico con un receptor de microondas propiedad de los Laboratorios Bell, descubrieron la radiación cósmica de fondo. Ello proporcionó una confirmación sustancial de las predicciones generales respecto al CMB —la radiación resultó ser isótropa y constante, con un espectro del cuerpo negro de cerca de 3 K— e inclinó la balanza hacia la hipótesis del Big Bang. Penzias y Wilson recibieron el Premio Nobel por su descubrimiento.
En 1989, la NASA lanzó el COBE (COsmic Background Explorer) y los resultados iniciales, proporcionados en 1990, fueron consistentes con las predicciones generales de la teoría del Big Bang acerca de la CMB. El COBE halló una temperatura residual de 2,726 K, y determinó que el CMB era isótropo en torno a una de cada 105 partes. Durante la década de los 90 se investigó más extensamente la anisotropía en el CMB mediante un gran número de experimentos en tierra y, midiendo la distancia angular media (la distancia en el cielo) de las anisotropías, se vio que el universo era geométricamente plano.
A principios de 2003 se dieron a conocer los resultados de la Sonda Wilkinson de Anisotropías del fondo de Microondas (en inglés Wilkinson Microwave Anisotropy Probe o WMAP), mejorando los que hasta entonces eran los valores más precisos de algunos parámetros cosmológicos. (Véase también experimentos sobre el fondo cósmico de microondas). Este satélite también refutó varios modelos inflacionistas específicos, pero los resultados eran constantes con la teoría de la inflación en general.

### Abundancia de elementos primordiales
Se puede calcular, usando la teoría del Big Bang, la concentración de helio-4, helio-3, deuterio y litio-7.1 en el universo como proporciones con respecto a la cantidad de hidrógeno normal, H. Todas las abundancias dependen de un solo parámetro: la razón entre fotones y bariones, que por su parte puede calcularse independientemente a partir de la estructura detallada de la radiación cósmica de fondo. Las proporciones predichas (en masa, no volumen) son de cerca de 0,25 para la razón 4He/H, alrededor de 10-3 para 2He/H, y alrededor de 10-4 para 3He/H.
Estas abundancias medidas concuerdan, al menos aproximadamente, con las predichas a partir de un valor determinado de la razón de bariones a fotones, y se considera una prueba sólida en favor del Big Bang, ya que esta teoría es una de las únicas explicaciones para la abundancia relativa de elementos ligeros. Otro modelo que permite deducir la relación actual entre el número de fotones y el número de bariones, en buen acuerdo con los datos experimentales, y solamente en función de las tres constantes universales: la constante de Planck «h», la velocidad de la luz en el vacío «c» y la constante de gravitación «G», es el modelo cosmológico de Ilya Prigogine.[cita requerida]

### Evolución y distribución galáctica
Las observaciones detalladas de la morfología y estructura de las galaxias y cuásares proporcionan una fuerte evidencia del Big Bang. La combinación de las observaciones con la teoría sugiere que los primeros cuásares y galaxias se formaron alrededor de mil millones de años después del Big Bang, y desde ese momento se han estado formando estructuras más grandes, como los cúmulos de galaxias y los supercúmulos. Las poblaciones de estrellas han ido envejeciendo y evolucionando, de modo que las galaxias lejanas (que se observan tal y como eran en el principio del universo) son muy diferentes a las galaxias cercanas (que se observan en un estado más reciente). Por otro lado, las galaxias formadas hace relativamente poco son muy diferentes de las galaxias que se formaron a distancias similares pero poco después del Big Bang. Estas observaciones son argumentos sólidos en contra de la teoría del estado estacionario. Las observaciones de la formación estelar, la distribución de cuásares y galaxias, y las estructuras más grandes concuerdan con las simulaciones obtenidas sobre la formación de la estructura en el universo a partir del Big Bang y están ayudando a completar detalles de la teoría.

### Otras evidencias
Después de cierta controversia, la edad del universo estimada por la expansión Hubble y la CMB (Radiación cósmica de fondo) concuerda en gran medida (es decir, ligeramente más grande) con las edades de las estrellas más viejas, ambas medidas aplicando la teoría de la evolución estelar de los cúmulos globulares y a través de la fecha radiométrica individual en las estrellas de la segunda Población.

## Problemas comunes

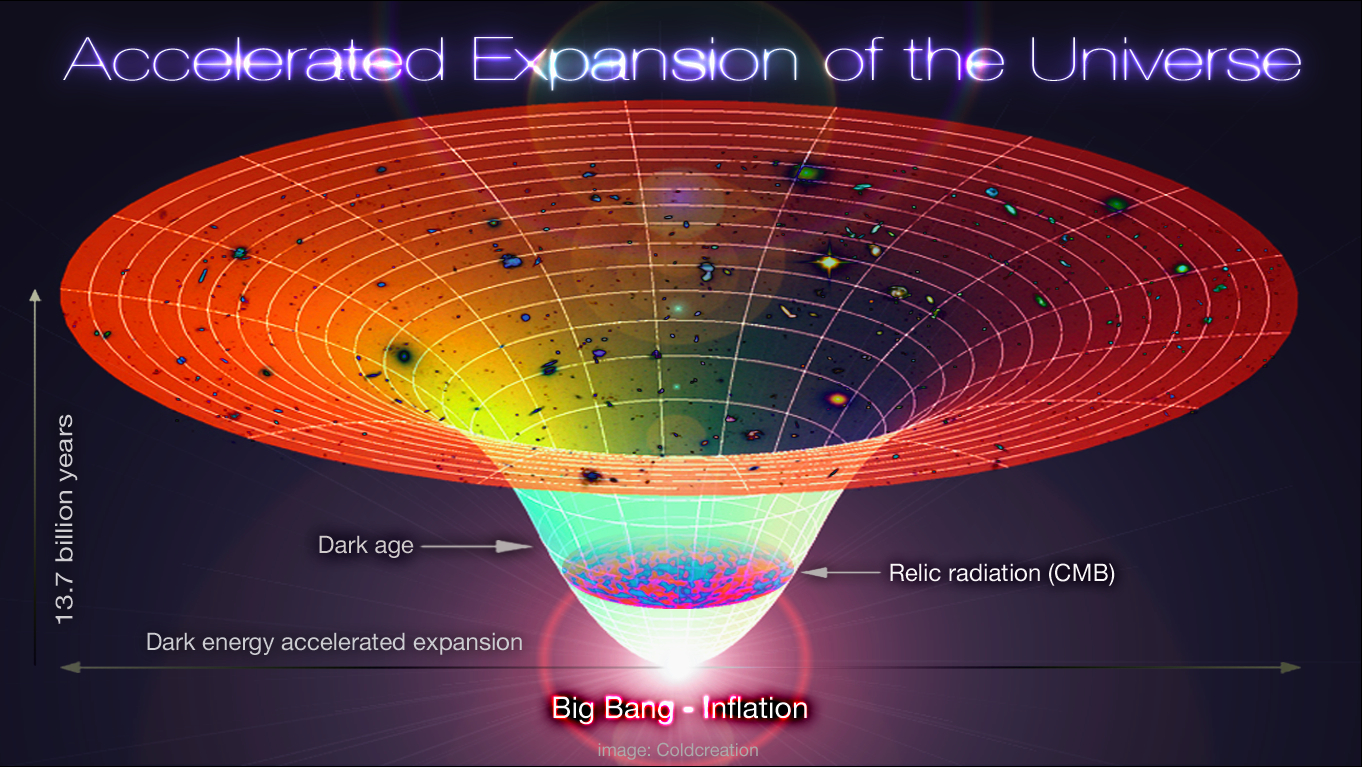
Expansion acelerada del universo

Históricamente han surgido varios problemas dentro de la teoría del Big Bang. Algunos de ellos solo tienen interés histórico y han sido evitados, ya sea por medio de modificaciones a la teoría o como resultado de observaciones más precisas. Otros aspectos, como el problema de la penumbra en cúspide y el problema de la galaxia enana de materia oscura fría, no se consideran graves, dado que pueden resolverse a través de un perfeccionamiento de la teoría.
Existe un pequeño número de proponentes de cosmologías no estándar que piensan que no hubo un Big Bang. Afirman que las soluciones a los problemas conocidos del Big Bang contienen modificaciones ad hoc y agregados a la teoría. Las partes más atacadas de la teoría son las concernientes a la materia oscura, la energía oscura y la inflación cósmica. Cada una de estas características del universo ha sido sugerida mediante observaciones de la radiación de fondo de microondas, la estructura a gran escala del cosmos y las supernovas de tipo IA, pero se encuentran en la frontera de la física moderna (ver problemas no resueltos de la física). Si bien los efectos gravitacionales de materia y energía oscuras son bien conocidos de forma observacional y teórica, todavía no han sido incorporados al modelo estándar de la física de partículas de forma aceptable. Estos aspectos de la cosmología estándar siguen sin tener una explicación adecuada, pero la mayoría de los astrónomos y los físicos aceptan que la concordancia entre la teoría del Big Bang y la evidencia observacional es tan cercana que permite establecer con cierta seguridad casi todos los aspectos básicos de la teoría.
Los siguientes son algunos de los problemas y enigmas comunes del Big Bang.

### El problema del segundo principio de la termodinámica
El problema del segundo principio de la termodinámica resulta del hecho de que de este principio se deduce que la entropía, el desorden, aumenta si se deja al sistema (el universo) seguir su propio rumbo. Una de las consecuencias de la entropía es el aumento en la proporción entre radiación y materia; por lo tanto, el universo debería terminar en una muerte térmica, una vez que la mayor parte de la materia se convierta en fotones y estos se diluyan en la inmensidad del universo.
Otro problema señalado por Roger Penrose es que la entropía parece haber sido anormalmente pequeña en el estado inicial del universo. Penrose evalúa la probabilidad de un estado inicial en aproximadamente {\displaystyle 10^{10^{123}}}. De acuerdo con Penrose y otros, la teoría cosmológica ordinaria no explica por qué la entropía inicial del universo es tan anormalmente baja y propone la hipótesis de curvatura de Weyl en conexión con ella. De acuerdo con esta hipótesis, una teoría cuántica de la gravedad debería dar una explicación tanto del porqué el universo se inició en un estado de curvatura de Weyl nula y de una entropía tan baja, aunque todavía no se ha logrado una teoría de la gravedad cuántica satisfactoria.
Por otro lado, en la teoría estándar, el estado entrópico anormalmente bajo se considera que es producto de una «gran casualidad» justificada por el principio antrópico, postura que Penrose y otros consideran filosóficamente insatisfactoria.

### El problema del horizonte
El problema del horizonte, también llamado problema de la causalidad, resulta del hecho de que la información no puede viajar más rápido que la luz, de manera que dos regiones en el espacio separadas por una distancia mayor que la que recorrería la luz en la edad del universo no pueden estar causalmente conectadas. En este sentido, la isotropía observada de la radiación de fondo de microondas (CMB) resulta problemática, debido a que el tamaño del horizonte de partículas en ese tiempo corresponde a un tamaño de cerca de dos grados en el cielo. Si el universo hubiera tenido la misma historia de expansión desde la época de Planck, no habría mecanismo que pudiera hacer que estas regiones tuvieran la misma temperatura.
Esta aparente inconsistencia se resuelve con la teoría inflacionista, según la cual un campo de energía escalar isótropo domina el universo al transcurrir un tiempo de Planck después de la época de Planck. Durante la inflación el universo sufre una expansión exponencial y regiones que se afectan mutuamente se expanden más allá de sus respectivos horizontes. El principio de incertidumbre de Heisenberg predice que durante la fase inflacionista habrá fluctuaciones primordiales, que se simplificarán hasta la escala cósmica. Estas fluctuaciones sirven de semilla para toda la estructura actual del universo. Al pasar la inflación el universo se expande siguiendo la ley de Hubble y las regiones que estaban demasiado lejos para afectarse mutuamente vuelven al horizonte. Esto explica la isotropía observada de la CMB. La inflación predice que las fluctuaciones primordiales son casi invariantes según la escala y que tienen una distribución normal o gaussiana, lo cual ha sido confirmado con precisión por medidas de la CMB.
En 2003 apareció otra teoría para resolver este problema, la velocidad variante de la luz de João Magueijo, que aunque a la larga contradice la relatividad de Einstein usa su ecuación, incluyendo la constante cosmológica, para resolver el problema de una forma muy eficaz que también ayuda a solucionar el problema de la planitud.

### El problema de la planitud
El problema de la planitud (flatness problem en inglés) es un problema observacional que resulta de las consecuencias que la métrica de Friedmann-Lemaître-Robertson-Walker tienen para con la geometría del universo (véase Forma del universo). En general se considera que existen tres tipos de geometrías posibles para el universo según su curvatura espacial: geometría elíptica (curvatura positiva), geometría hiperbólica (curvatura negativa) y geometría euclidiana o plana (curvatura nula).
Dicha geometría viene determinada por la cantidad total de densidad de energía del universo (medida mediante el tensor de tensión-energía). Siendo Ω el cociente entre la densidad de energía ρ medida observacionalmente y la densidad crítica ρc, se tiene que para cada geometría las relaciones entre ambos parámetros han de ser :

{\displaystyle \left\{{\begin{array}{l}\Omega >1{\text{ Curvatura positiva}}\\\Omega =1{\text{ Curvatura nula}}\\\Omega <1{\text{ Curvatura negativa}}\end{array}}\right.}

La densidad en el presente es muy cercana a la densidad crítica, o lo que es lo mismo, el universo hoy es espacialmente plano, dentro de una buena aproximación. Sin embargo, las diferencias con respecto a la densidad crítica crecen con el tiempo, luego en el pasado la densidad tuvo que ser aún más cercana a esta. Se ha medido que en los primeros momentos del universo la densidad era diferente a la crítica tan solo en una parte en 1015 (una milbillonésima parte). Cualquier desviación mayor habría conducido a una muerte térmica o un big crunch y el universo no sería como ahora.
Una solución a este problema viene de nuevo de la teoría inflacionaria. Durante el periodo inflacionario el espacio-tiempo se expandió tan rápido que provocó una especie de estiramiento del universo acabando con cualquier curvatura residual que pudiese haber. Así la inflación pudo hacer plano al universo.

### Edad de los cúmulos globulares
A mediados de la década de 1990 las observaciones realizadas de los cúmulos globulares parecían no concordar con la teoría del Big Bang. Las simulaciones realizadas por ordenador, de acuerdo con las observaciones de las poblaciones estelares de cúmulos de galaxias, sugirieron una edad de cerca de 15 000 millones de años, lo que entraba en conflicto con la edad del universo, estimada en 13 700 millones de años. El problema quedó resuelto a finales de esa década, cuando las nuevas simulaciones realizadas, que incluían los efectos de la pérdida de masa debida a los vientos estelares, indicaron que los cúmulos globulares eran mucho más jóvenes. Quedan aún en el aire algunas preguntas en cuanto a con qué exactitud se miden las edades de los cúmulos, pero está claro que estos son algunos de los objetos más antiguos del universo.

### Monopolos magnéticos
La objeción de los monopolos magnéticos fue propuesta a finales de la década de 1970. Las teorías de la gran unificación predicen defectos topológicos en el espacio que se manifestarían como monopolos magnéticos encontrándose en el espacio con una densidad mucho mayor a la observada. De hecho, hasta ahora no se ha dado con ningún monopolo. Este problema también queda resuelto mediante la inflación cósmica, dado que esta elimina todos los puntos defectuosos del universo observable de la misma forma que conduce la geometría hacia su forma plana. Es posible que aun así pueda haber monopolos pero se ha calculado que apenas si habría uno por cada universo visible, una cantidad ínfima y no observable en todo caso.

### Materia oscura
En las diversas observaciones realizadas durante las décadas de 1970 y 80 (sobre todo las de las curvas de rotación de las galaxias) se mostró que no había suficiente materia visible en el universo para explicar la intensidad aparente de las fuerzas gravitacionales que se dan en y entre las galaxias. Esto condujo a la idea de que hasta un 90 % de la materia en el universo no es materia común o bariónica sino materia oscura. Además, la asunción de que el universo estuviera compuesto en su mayor parte por materia común llevó a predicciones que eran fuertemente inconsistentes con las observaciones. En particular, el universo es mucho menos «inhomogéneo» y contiene mucho menos deuterio de lo que se puede considerar sin la presencia de materia oscura. Mientras que la existencia de la materia oscura era inicialmente polémica, ahora es una parte aceptada de la cosmología estándar, debido a las observaciones de las anisotropías en el CMB, dispersión de velocidades de los cúmulos de galaxias, y en las estructuras a gran escala, estudios de las lentes gravitacionales y medidas por medio de rayos x de los cúmulos de galaxias. La materia oscura se ha detectado únicamente a través de su huella gravitacional pues no se ha observado en el laboratorio ninguna partícula que se le pueda corresponder. Sin embargo hay muchos candidatos a materia oscura en física de partículas como, por ejemplo, las partículas pesadas y neutras de interacción débil o WIMP (weak interactive massive particles), y se están llevando a cabo diversos proyectos para detectarla.

### Energía oscura
En la década de 1990, medidas detalladas de la densidad de masa del universo revelaron que esta sumaba en torno al 30 % de la densidad crítica. Puesto que el universo es plano, como indican las medidas del fondo cósmico de microondas, quedaba un 70 % de densidad de energía sin contar. Este misterio aparece ahora conectado con otro: las mediciones independientes de las supernovas de tipo Ia han revelado que la expansión del universo experimenta una aceleración de tipo no lineal, en vez de seguir estrictamente la ley de Hubble. Para explicar esta aceleración, la relatividad general necesita que gran parte del universo consista en un componente energético con gran presión negativa. Se cree que esta energía oscura constituye ese 70 % restante. Su naturaleza sigue siendo uno de los grandes misterios del Big Bang. Los candidatos posibles son una constante cosmológica escalar y una quintaesencia. Actualmente se están realizando observaciones que podrían ayudar a aclarar este punto.

### El futuro de acuerdo con la teoría delBig Bang
Antes de las observaciones de la energía oscura, los cosmólogos consideraron dos posibles escenarios para el futuro del universo. Si la densidad de masa del universo se encuentra sobre la densidad crítica, entonces el universo alcanzaría un tamaño máximo y luego comenzaría a colapsarse. Este se haría más denso y más caliente nuevamente, terminando en un estado similar al estado en el cual empezó en un proceso llamado Big Crunch. Por otro lado, si la densidad en el universo es igual o menor a la densidad crítica, la expansión disminuiría su velocidad, pero nunca se detendría. La formación de estrellas cesaría mientras el universo en crecimiento se haría menos denso cada vez. El promedio de la temperatura del universo podría acercarse asintóticamente al cero absoluto (0 K o –273,15 °C). Los agujeros negros se evaporarían por efecto de la radiación de Hawking. La entropía del universo se incrementaría hasta el punto en que ninguna forma de energía podría ser extraída de él, un escenario conocido como muerte térmica. Más aún, si existe la descomposición del protón, proceso por el cual un protón decaería a partículas menos masivas emitiendo radiación en el proceso, entonces todo el hidrógeno, la forma predominante de materia bariónica en el universo actual, desaparecería a muy largo plazo, dejando solo radiación.
Las observaciones modernas de la expansión acelerada implican que cada vez una mayor parte del universo visible en la actualidad quedará más allá de nuestro horizonte de sucesos y fuera de contacto. Se desconoce cuál sería el resultado de este evento. El modelo Lambda-CDM del universo contiene energía oscura en la forma de una constante cosmológica (de alguna manera similar a la que había incluido Einstein en su primera versión de las ecuaciones de campo). Esta teoría sugiere que solo los sistemas mantenidos gravitacionalmente, como las galaxias, se mantendrían juntos, y ellos también estarían sujetos a la muerte térmica a medida que el universo se enfriase y expandiese. Otras explicaciones de la energía oscura, llamadas teorías de la energía fantasma, sugieren que los cúmulos de galaxias y finalmente las galaxias mismas se desgarrarán por la eterna expansión del universo, en el llamado Big Rip.

## Física especulativa más allá delBig Bang
A pesar de que el modelo del Big Bang se encuentra bien establecido en la cosmología, es probable que se redefina en el futuro. Se tiene muy poco conocimiento sobre el universo más temprano, durante el cual se postula que ocurrió la inflación. 
Dado que los resultados predichos por la teoría de la relatividad general entre t = 0 y el tiempo de Planck después del Big Bang son infinitos significa que las ecuaciones fallan porque matemáticamente no es posible tratar números infinitos y el proceso no se puede explicar. Entonces la teoría de la relatividad general carece de validez a esa escala, cuyo dominio es la mecánica cuántica. Para explicar las condiciones del universo en ese momento habría que recurrir a una teoría, todavía desconocida, de gravedad cuántica. 
Otro enfoque es la «teoría de cuerdas», en la que «todas las partículas elementales corresponden a diferentes estados de vibración de una única entidad, una cuerda vibrante». El tamaño mínimo de cuerda cuántica impide los resultados infinitos que se obtendrían con la relatividad general, lo que hace desaparecer «la necesidad de un comienzo de los tiempos».
También es posible que en esta teoría existan porciones del universo mucho más allá de lo que es observable en principio. En la teoría de la inflación, esto es un requisito: la expansión exponencial ha empujado grandes regiones del espacio más allá de nuestro horizonte observable. Puede ser posible deducir qué ocurrió cuando tengamos un mejor entendimiento de la física a altas energías. Las especulaciones hechas al respecto, por lo general involucran teorías de gravedad cuántica.
Algunas propuestas sobre «qué hubo antes del Big Bang» son:
- Inflación caótica.
- Cosmología de branas basada en teoría de cuerdas, incluyendo el modelo ekpirótico, en el cual el Big Bang es el resultado de una colisión entre membranas.
- Un universo oscilante en el cual el estado primitivo denso y caliente del universo temprano deriva del Big Crunch de un universo similar al nuestro. El universo pudo haber atravesado un número infinito de big bangs y big crunches. El modelo cíclico Big Bounce, en donde el Big Bang es producto del colapso de otro universo[30] como una extensión del modelo ekpirótico, es una variación moderna de esa posibilidad.
- Modelos que incluyen la condición de contorno de Hartle-Hawking, en la cual la totalidad del espacio-tiempo es finito. Algunas posibilidades son compatibles cualitativamente unas con otras. En cada una se encuentran involucradas hipótesis aún no contrastadas.

## Interpretaciones filosóficas y religiosas
Existe un gran número de interpretaciones sobre la teoría del Big Bang que son completamente especulativas o extra-científicas desde un punto de vista filosófico y teológicos, pero no son hipótesis verificables. Algunas de estas ideas tratan de explicar la causa misma del Big Bang a través de una primera causa, las cuáles son criticadas por algunos filósofos naturalistas por ser solamente nuevas versiones de la creación. Para muchos teólogos, la articulación científica de t = 0 tiene implicaciones significativas una creación de la nada (creatio ex nihilo). Algunas personas creen que la teoría del Big Bang brinda soporte a antiguos enfoques de la creación, como por ejemplo el que se encuentra en el Génesis (ver creacionismo), mientras otros creen que todas las teorías del Big Bang son inconsistentes con las mismas.

El papa Pío XII vio la teoría de Lemaître como confirmación de la creación de la doctrina cristiana, pero el astrofísico se opuso a esta declaración. Para Lemaître, el Big Bang no es prueba ni refutación de tal artículo de fe, es un asunto «al margen de cualquier cuestión metafísica o religiosa. Esto se encuentra en consonancia con Isaías, que habla del Dios escondido, escondido incluso en el comienzo del universo». Dijo:
La revelación divina no nos ha enseñado lo que éramos capaces de descubrir por nosotros mismos, al menos cuando esas verdades naturales no son indispensables para comprender la verdad sobrenatural. Por tanto, el científico cristiano va hacia adelante libremente, con la seguridad de que su investigación no puede entrar en conflicto con su fe. Incluso quizá tiene una cierta ventaja sobre su colega no creyente; en efecto, ambos se esfuerzan por descifrar la múltiple complejidad de la naturaleza en la que se encuentran sobrepuestas y confundidas las diversas etapas de la larga evolución del mundo, pero el creyente tiene la ventaja de saber que el enigma tiene solución, que la escritura subyacente es al fin y al cabo la obra de un Ser inteligente, y que por tanto el problema que plantea la naturaleza puede ser resuelto y su dificultad está sin duda proporcionada a la capacidad presente y futura de la humanidad.
El Big Bang como teoría científica no está asociado a ninguna religión. Mientras algunas interpretaciones fundamentalistas de ciertas religiones entran en conflicto con la historia del universo postulada por la teoría del Big Bang, la mayoría de las interpretaciones son liberales. A continuación sigue una lista de varias interpretaciones religiosas de la teoría del Big Bang que son hasta cierto punto compatibles con la propia descripción científica del mismo:
- En el cristianismo, la Iglesia católica ha aceptado el Big Bang como una descripción del origen del universo.[51] El papa Francisco I expresó que «El Big Bang, que hoy se sitúa en el origen del mundo, no contradice la intervención de un creador divino, al contrario, la requiere».[49]  Se ha sugerido que la teoría del Big Bang es compatible con el argumento cosmológico Kalam de William Lane Craig.[52] Por otro lado, también se han presentado versiones ateas del argumento.[53]

- Algunos estudiantes del Kabbalah, el deísmo y otras creencias no antropomórficas, concuerdan con la teoría del Big Bang, conectándola por ejemplo con la teoría de la «retracción divina» (tzimtzum) como es explicado por el judío Maimónides.

- Algunos musulmanes modernos creen que el Corán hace un paralelo con el Big Bang en su relato sobre la creación: «¿No ven los no creyentes que los cielos y la Tierra fueron unidos en una sola unidad de creación, antes de que nosotros los separásemos a la fuerza? Hemos creado todos los seres vivientes a partir del agua» (capítulo 21, versículo 30). El Corán también parece describir un universo en expansión: «Hemos construido el cielo con poder, y lo estamos expandiendo» (52.47).

- Algunas ramas teístas del hinduismo, tales como las tradiciones vishnuistas, conciben una teoría de la creación con ejemplos narrados en el tercer canto del Bhagavata Purana (principalmente, en los capítulos 10 y 26), donde se describe un estado primordial que se expande mientras el Gran Vishnú observa, transformándose en el estado activo de la suma total de la materia (prakriti).

- El budismo posee una concepción del universo en el cual no hay un evento de creación. Sin embargo, no parece que la teoría del Big Bang entrara en conflicto con la misma, ya que existen formas de obtener un universo eterno según el paradigma. Cierto número de populares filósofos zen estuvieron muy interesados, en particular, por el concepto del universo oscilante[cita requerida]. En la escuela o tradición Theravada, en el «Discurso de los impensables» se hace referencia al origen del mundo como un «impensable que no debería ser pensado» ya que pensar en ello llevaría a «la aflicción y la locura».[54]

### Introducciones técnicas
- Dodelson, S. Modern Cosmology («Cosmología moderna»), Academic Press (2003).
- Kolb, E. W. & M. S. Turner, The Early Universe («El universo temprano»), Addison-Wesley (1990).
- Peebles, P. J. E. Principles of Physical Cosmology («Principios de cosmología física»), Princeton University Press (1993).